# Piamonte
Piamonte è un comune della Colombia facente parte del dipartimento di Cauca.
Il centro abitato venne fondato da Juan de Ampudia e Pedro de Añazco nel 1535, mentre l'istituzione del comune è del 2 luglio 1959.